# Diocesi di Bida
La diocesi di Bida (in latino Dioecesis Bidensis) è una sede soppressa e sede titolare della Chiesa cattolica.

## Storia
Bida, identificabile con Djemma Saharidj nell'odierna Algeria, è un'antica sede episcopale della provincia romana di Mauretania Caesariensis.
Unico vescovo conosciuto di questa diocesi africana è Campano, il cui nome appare all'85º posto nella lista dei vescovi della Mauritania Cesariense convocati a Cartagine dal re vandalo Unerico nel 484; Campano, come tutti gli altri vescovi cattolici africani, fu condannato all'esilio.
Dal XVII secolo Bida è annoverata tra le sedi vescovili titolari della Chiesa cattolica; dal 29 ottobre 2013 il vescovo titolare è Áureo Patricio Bonilla Bonilla, O.F.M., vicario apostolico delle Galápagos.

## Cronotassi

### Vescovi residenti
- Campano † (menzionato nel 484)

### Vescovi titolari
- Guillaume Mahot, M.E.P. † (29 gennaio 1680 - 4 giugno 1684 deceduto)
- Jean-Paul-Hilaire-Michel Courvezy, M.E.P. † (5 aprile 1832 - 1º maggio 1857 deceduto)
- Franz Rudolf Bornewasser † (23 aprile 1921 - 12 marzo 1922 nominato vescovo di Treviri)
- Carlos Labbé Márquez † (2 agosto 1926 - 29 dicembre 1929 nominato vescovo di Iquique)
- James Augustine McFadden † (12 maggio 1932 - 2 giugno 1943 nominato vescovo di Youngstown)
- Alexandre-Joseph-Charles Derouineau, M.E.P. † (8 dicembre 1943 - 11 aprile 1946 nominato arcivescovo di Kunming)
- Aloysius Joseph Willinger, C.SS.R. † (12 dicembre 1946 - 3 gennaio 1953 nominato vescovo di Monterey-Fresno)
- Ubaldo Evaristo Cibrián Fernández, C.P. † (7 marzo 1953 - 14 aprile 1965 deceduto)
- John Joseph Cassata † (12 marzo 1968 - 22 agosto 1969 nominato vescovo di Fort Worth)
- Norman Francis McFarland † (5 giugno 1970 - 10 febbraio 1976 nominato vescovo di Reno)
- Heinrich Machens † (24 marzo 1976 - 17 febbraio 2001 deceduto)
- Sofronio Aguirre Bancud, S.S.S. (24 maggio 2001 - 6 novembre 2004 nominato vescovo di Cabanatuan)
- Julio Hernando García Peláez (11 febbraio 2005 - 5 giugno 2010 nominato vescovo di Istmina-Tadó)
- Eugenio Scarpellini † (15 luglio 2010 - 25 luglio 2013 nominato vescovo di El Alto)
- Áureo Patricio Bonilla Bonilla, O.F.M., dal 29 ottobre 2013